# Guerra Junqueiro
Abílio Manuel Guerra Junqueiro (Freixo de Espada à Cinta, 17 settembre 1850 – Lisbona, 7 luglio 1923) è stato uno scrittore, giornalista e politico portoghese.

## Biografia

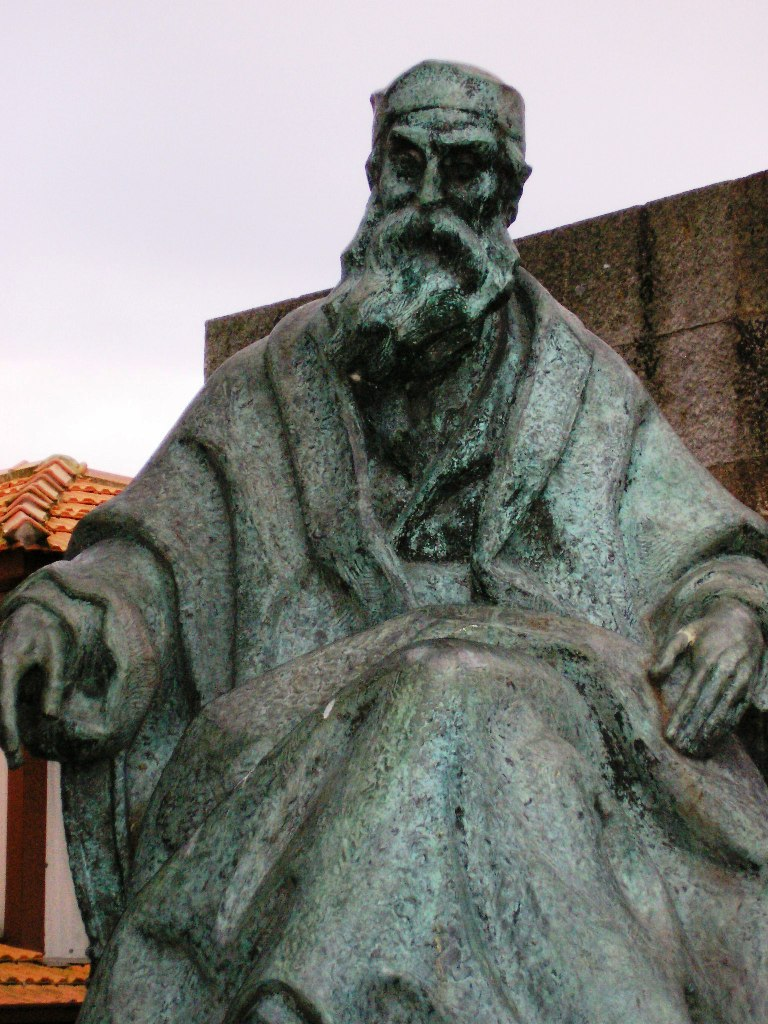
Statua presso la Casa-Museu Guerra Junqueiro, Porto.

Fu considerato, quasi unanimemente durante i primi decenni del XX Secolo fino alla riscoperta - avviata intorno alla metà del Novecento in special modo attraverso Gaspar Simões - , dell'opera di Fernando Pessoa, il vate contemporaneo della nazione portoghese.
Guerra Junqueiro studiò dapprima teologia e in un secondo tempo giurisprudenza all'Università di Coimbra, dove si laureò nel 1873.
Guerra Junqueiro fu un sostenitore degli ideali liberali e rivoluzionari e nel 1878 venne eletto alla Camera dei rappresentanti. Dopo il 1891 si avvicinò all'ideale repubblicano.
Sposò Filomena Augusta da Silva Neves, il 10 febbraio 1880, con la quale ebbe due figli.
l suoi umori satirici si rivolsero dapprima contro una società corrotta e sfruttatrice: La morte di Don Giovanni (A morte de dom Joao, 1874), nel quale sono presenti elementi romantici e le influenze di Victor Hugo, La vecchiaia del Padre Eterno (A velhice do Padre Eterno, 1885), nel quale criticò l'ipocrisia religiosa; successivamente, nel poema allegorico Patria (1896), mise sotto accusa la dinastia dei Braganza e l'alleata Inghilterra.
Nelle liriche Gli umili (Os simmples, 1892), considerate il suo capolavoro letterario, cantò invece l'innocenza del cristianesimo primitivo. Queste liriche si caratterizzarono per la presenza di elementi parnassiani, panteistici e simbolisti.
Assieme ad altri poeti, scrittori e pensatori portoghesi come Antero de Quental e Eça de Queirós, Guerra Junqueiro fece parte di quel gruppo di giovani intellettuali conosciuto come Generazione del 70 (Geração de 70).

## Impatto sulla cultura portoghese
Sia nella poesia, sia nella filosofia, Guerra Junqueiro ha lasciato una traccia e ha suscitato interesse rilevanti in autori fondamentali della cultura portoghese contemporanea, tra i quali Teixeira de Pascoaes, i filosofi José Marinho e Álvaro Ribeiro, e lo stesso Fernando Pessoa, che considerava quella di Guerra Junqueiro «una poesia metafisica tra le più grandi al mondo». In generale, nel contesto portoghese contemporaneo, Guerra Junqueiro è non raramente annoverato nella categoria ibrida del poeta-pensatore o poeta-filosofo, assieme ai menzionati Pascoaes, Pessoa e Antero de Quental. Il pensiero che emerge dai suoi scritti è stato talvolta letto come una forma di «panteismo trascendente», poiché impegnato nello sforzo di coniugare la sacralità della Natura e la divinità dell'Assoluto: «Arrivano a Dio solamente coloro che portano nel cuore, come un figlio gemente, l'intero Universo. Coloro che trasportano nel loro amore, bagnandolo di lacrime, l'infinito dolore della natura.».

## Opere
- Viagem À Roda Da Parvónia
- A Morte De D. João, (1874);
- Contos para a Infância, (1875);
- A Musa Em Férias, (1879);
- A velhice do padre eterno, (1885);
- Finis Patriae, (1890);
- Os Simples, (1892);
- Pátria, (1915);
- Oração Ao Pão, (1903);
- Oração À Luz, (1904);
- Poesias Dispersas, (1920);
- Duas Paginas Dos Quatorze Annos;
- O Melro.